# 로스트 인 파리
《로스트 인 파리》(프랑스어: Paris pieds nus, 영어: Lost in Paris)는 2017년에 개봉한 프랑스의 로맨스 영화, 모험 영화, 코미디 영화이다.

## 캐스팅
- 피오나 고든 : 피오나 역
- 도미니크 아벨 : 돔 역
- 엠마누엘 리바 : 마르타 역
- 피에르 리샤르 : 노르망 역
- 필리페 마르츠 : 마르탱 역